# Forgiven, Not Forgotten
Forgiven, Not Forgotten – debiutancki album grupy The Corrs wydany 26 września 1995 roku przez Atlantic Records. Producentem albumu był David Foster przy udziale Jimiego Corra.

## Lista utworów
1. "Erin Shore" (intro) 0:27
2. "Forgiven, Not Forgotten" 4:15
3. "Heaven Knows" 4:18
4. "Along with the Girls" 0:49
5. "Someday" 3:51
6. "Runaway" 4:24
7. "The Right Time" 4:07
8. "The Minstrel Boy" 2:12
9. "Toss the Feathers" 2:50
10. "Love to Love You" 4:08
11. "Secret Life" 4:31
12. "Carraroe Jig" 0:52
13. "Closer" 4:05
14. "Leave Me Alone" 3:40
15. "Erin Shore" (instrumental) 4:14